# Перемка (река, впадает в Воткинское водохранилище)
Перемка — река в России, протекает по Оханскому району Пермского края. Устье реки находится в 576 км по правому берегу Воткинского водохранилища на Каме. Длина реки составляет 12 км, площадь водосборного бассейна 102 км². В 2,3 км от устья принимает по левому берегу реку Большая.
Исток реки на Верхнекамской возвышенности в лесах к югу от деревни Кочегары. Река течёт на северо-восток, притоки Токовишна, Большая (левые). Впадает в Воткинское водохранилище на Каме у деревни Перемка.

## Данные водного реестра
По данным государственного водного реестра России относится к Камскому бассейновому округу, водохозяйственный участок реки — Кама от Камского гидроузла до Воткинского гидроузла, речной подбассейн реки — бассейны притоков Камы до впадения Белой. Речной бассейн реки — Кама.
Код объекта в государственном водном реестре — 10010101012111100014318.